# Грос-Норденде
Грос-Норденде (нім. Groß Nordende) — громада в Німеччині, розташована в землі Шлезвіг-Гольштейн. Входить до складу району Піннеберг. Складова частина об'єднання громад Гест-унд-Марш-Зюдгольштайн.
Площа — 5,63 км2. Населення становить 778 ос. (станом на 31 грудня 2020).

## Галерея

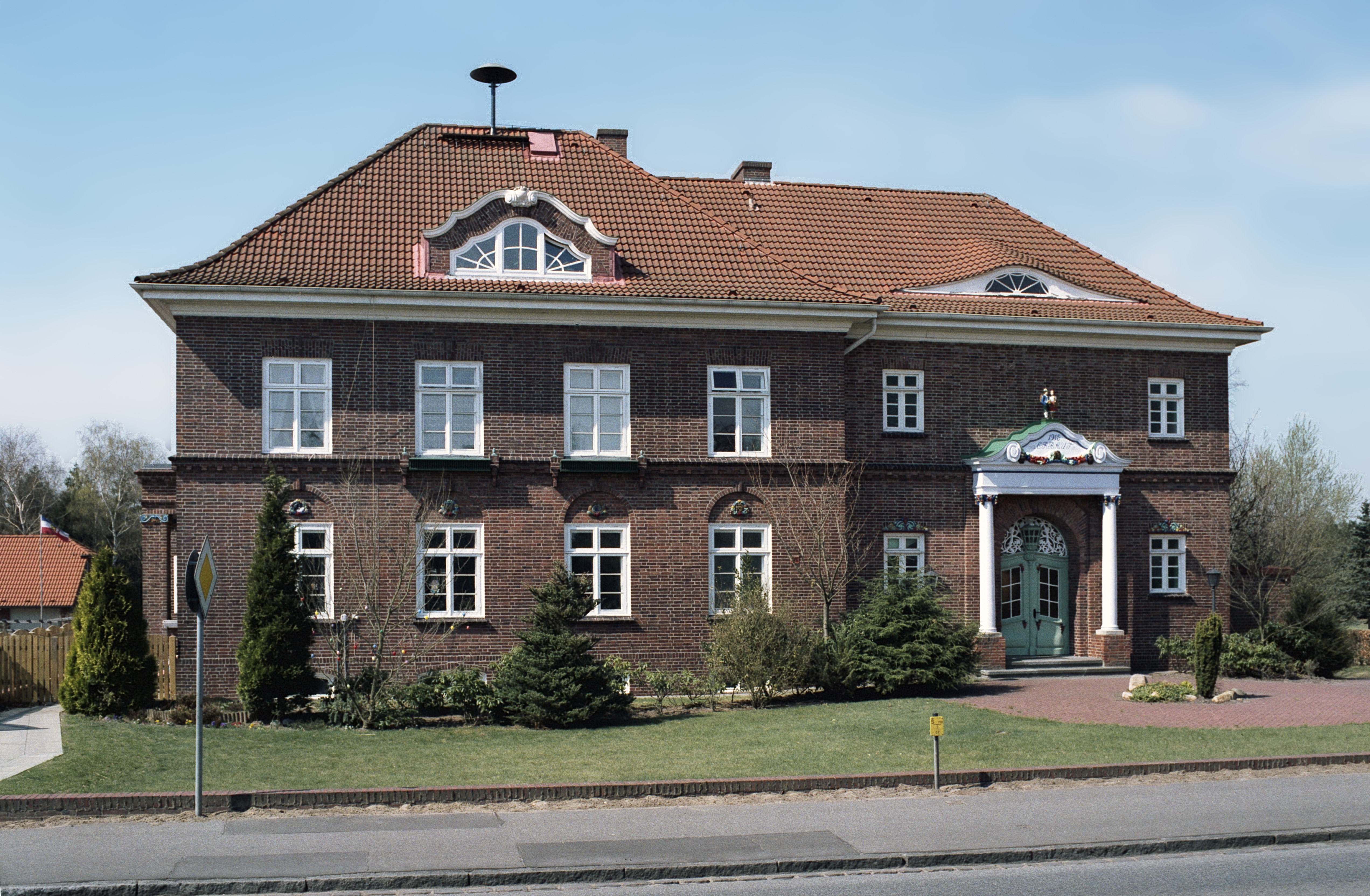